# Воздвиженська сільська рада (Україна)
Воздви́женська сільська́ ра́да — колишній орган місцевого самоврядування в Ямпільському районі Сумської області. Адміністративний центр — село Воздвиженське.

## Загальні відомості
- Населення ради: 1 524 особи (станом на 2001 рік)

## Населені пункти
Сільській раді були підпорядковані населені пункти:
- с. Воздвиженське
- с. Говорунове
- с. Грем'ячка
- с. Окіп
- с. Олине
- с. Рождественське
- с. Сороковий Клин
- с. Туранівка

## Склад ради
Рада складалася з 16 депутатів та голови.
- Голова ради: Козюля Микола Олексійович
- Секретар ради: Нечай Ніна Іванівна

### Керівний склад попередніх скликань
| Прізвище, ім'я, по батькові | Основні відомості                                                         | Дата обрання | Дата звільнення |
| --------------------------- | ------------------------------------------------------------------------- | ------------ | --------------- |
| Козюля Микола Олексійович   | Сільський голова, 1957 року народження, освіта вища, член Народної партії | 26.03.2006   | 31.10.2010      |
| Козюля Микола Олексійович   | Сільський голова, 1957 року народження, освіта вища, безпартійний         | 31.10.2010   |                 |

Примітка: таблиця складена за даними сайту Верховної Ради України